# Instruction sur le tir de combat
 (signalé en juin 2025).
Si vous disposez d'ouvrages ou d'articles de référence ou si vous connaissez des sites web de qualité traitant du thème abordé ici, merci de compléter l'article en donnant les références utiles à sa vérifiabilité et en les liant à la section « Notes et références ».
- Archive Wikiwix
- Bing
- Cairn
- DuckDuckGo
- E. Universalis
- Gallica
- Google
- G. Books
- G. News
- G. Scholar
- Persée
- Qwant
- (zh) Baidu
- (ru) Yandex
- (wd) trouver des œuvres sur Wikidata

L’instruction sur le tir de combat (couramment abrégé ISTC ou IST-C) est une méthode de formation aux armes du personnel combattant de forces armées. Elle fait partie de la formation initiale des militaires des forces armées françaises et d'autres pays où elle assure des missions de formation.

## Principe
Dans le TTA 150 l'IST-C vise à :
« 
[…] améliorer en toute sécurité l’efficacité des combattants au tir de combat en leur inculquant un comportement valable aussi bien à l’instruction  à l’entraînement sur un champ de tir qu’au combat. Cette méthode, fondée sur la répétition de gestes identiques, garantit l’acquisition d’un comportement « formaté » pour le combat.
 »

## Mise en place
L'IST-C fait partie de la formation générale initiale (FGI) de l'ensemble des personnels militaires des forces armées françaises.

## Règles de sécurité
L'ISTC définit quatre règles de sécurité fondamentales :
1 : Une arme doit toujours être considérée comme chargée.
2 : Ne jamais pointer ni laisser pointer le canon d'une arme sur quelque chose que l'on ne veut pas détruire.
3 : Garder l'index hors de la détente tant que les organes de visée ne sont pas aligné sur l'objectif et que la décision de tirer n'est pas prise.
4 : Être sûr de son objectif et de son environnement.